# Epithisanotia
Epithisanotia é um gênero de traça pertencente à família Arctiidae.